# 빙과의 에피소드 목록

빙과의 블루레이 1권 표지. 주연 4인방이 그려져 있다.

《빙과》는 요네자와 호노부의 동명의 소설을 바탕으로 한 22부작 텔레비전 애니메이션 시리즈로 교토 애니메이션이 제작하였다. 감독은 타케모토 야스히로가 맡았으며, 시리즈 구성은 가토 쇼지, 캐릭터 디자인은 니시야 후토시, 그리고 음악 작곡은 다나카 고헤이가 맡았다. 작품의 줄거리는 카미야마 고등학교의 고전부에 들어가게 된 오레키 호타로를 중점적으로 다룬다.
빙과는 2012년 4월부터 9월까지 도쿄 MX, 지바TV, TV 사이타마, TV 가나가와, 교토방송, 선 TV, 기후방송, 미에 TV 방송, TVQ 규슈 방송, BS11에서 방송하였다. 첫 화는 신주쿠의 가도카와 시네마에서 특별 이벤트 형식으로 4월 14일 최초 공개되었다. 보너스 오리지널 비디오 애니메이션이 2012년 7월 8일 Ustream에서 공개되었으며, 2013년 1월 13일 빙과 만화 3권이랑 블루레이 디스크로 함께 공개되었다. 반다이 남코 아츠가 드라마 CD 두 장을 2012년 8월과 9월에 공개하였다. 일본에서는 가도카와 쇼텐이 블루레이 및 DVD판을 발매하였다.
퍼니메이션이 북아메리카 판권을 확보해 2부작 블루레이 및 DVD 판을 각각 2017년 7월과 9월에 영어 더빙과 함께 공개하였다. 소니의 퍼니메이션 인수와 함께 시리즈는 크런치롤으로 이전하였다. 애니메 리미티드는 영국에서 2017년과 2018년 영국에서 시리즈를 블루레이 및 DVD 판으로 발매하였다. 2021년 11월, 퍼니메이션 UK가 영국 판권을 다시 사들여 모든 에피소드를 포함한 블루레이판을 공개하였다. 대한민국에서는 미라지 엔터테인먼트가 우리말 더빙을 발매하였다.
빙과는 오프닝 테마와 엔딩 테마곡이 각각 2개로 테마곡이 총 4개가 있다. 첫 번째 오프닝 테마는 첫 11화에 사용되며 ChouCho의 "상냥함의 이유" (優しさの理由)이다. 두 번째 오프닝 테마는 12화부터 사용되며 코다마 사오리가 부른 "미완성 스트라이드" (未完成ストライド)이다. 첫 번째 엔딩 테마곡인 꿈결의 약속 (まどろみの約束)은 첫 11화에 사용되며 두 번째 엔딩 테마인 "너를 향한 미스터리" (君にまつわるミステリー)는 12화부터 사용된다. 엔딩 테마곡은 둘 다 사토 사토미와 카야노 아이가 불렀다.

## 에피소드 목록
| 번호 | 제목                                             | 감독                              | 작가              | 본 방송 날짜    |
| --- | ------------------------------------------------ | --------------------------------- | ----------------- | --------------- |
| 1 | "전통 있는 고전부의 재생" "伝統ある古典部の再生" | 타케모토 야스히로                 | 가토 쇼지         | 2012년 4월 22일 |
| 오레키 호타로는 누나의 요청으로 폐부 위기인 카미야마 고교 고전부에 입부한다. 그는 부실에서 치탄다 에루를 만나 짧은 대화를 가지는데, 갑자기 치탄다가 열쇠 없이 방에 들어간 점을 의아하게 생각한다. 그 순간, 후쿠베 사토시가 나타난다. 호타로는 떠나려 하지만 왜 문이 잠겼는지 궁금한 치탄다에 의해 가로막힌다. 오레키는 학교 관리인도 열쇠를 가지고 있었기 때문에 문이 잠길 수 있었다고 알아낸다. 그다음 날, 치탄다는 음악실에 관한 귀신 이야기를 꺼내면서 오레키한테 물어보려 하지만, 오레키는 학교 반대편에 있는 음악실까지 가기 귀찮아 가짜 수수께끼를 만들어 치탄다를 속인다. 사토시랑 함께 귀가하는 길에 오레키는 전에 풀지 않았던 음악실 귀신 이야기에 대한 설명을 한다. 타이틀카드: 清明 (청명) |                                                  |                                   |                   |                 |
| 2 | "명예로운 고전부의 활동" "名誉ある古典部の活動"  | 우츠미 히로코                     | 가토 쇼지         | 2012년 4월 29일 |
| 주연 중 한 명인 이바라 마야카가 소개된다. 오레키는 도서실에서 계속 짧은 기간 대여되는 책에 대한 수수께끼를 풀게 된다. 그는 해당 책이 미술실에서 그림 표본으로 쓰이기 때문에 짧은 기간 대여되었다는 사실을 알아차린다. 치탄다는 다가오는 학교 축제에서 고전부 전통인 시집을 만들자고 제안한다. 이를 만들기 위해 고전부의 과거 시집을 도서관에서 찾으려 하지만, 결국 못 찾게 되어 치탄다는 실망한다. 오레키는 다음날 치탄다의 전화를 받는데, 치탄다는 고백할 것이 있다고 말한다. 타이틀카드: 立夏 (입하) |                                                  |                                   |                   |                 |
| 3 | "사정 있는 고전부의 후예" "事情ある古典部の末裔" | 이시다테 다이치                   | 무라모토 가츠히코 | 2012년 5월 6일  |
| 치탄다는 어렸을 때 삼촌이 한 말을 듣고 크게 울었던 기억을 회상하며 이를 오레키한테 말한다. 그녀의 삼촌은 인도에서 실종되어 곧 법적인 사망 선고를 앞두고 있는 중이기 때문에 삼촌에게 직접 물어보는 게 불가능하다. 치탄다는 삼촌이 무슨 말을 했길래 본인이 그렇게 울었는지 궁금하다고 오레키에게 도움을 청한다. 오레키는 도와주기로 한다. 중간고사 다음 오레키는 그의 누나한테서 편지를 받는데, 그 편지에는 고전부의 과거 시집의 위치가 적혀 있었다. 시집은 현재 신문부가 사용하는 학교 생물 교실에 있었는데, 찾으러 가자 신문부 부장은 상당히 당황하고 있었다. 오레키는 신문부 부장이 담배를 피우고 있었다는 사실을 알아챈다. 이 약점을 잡아 신문부 부장을 회유해 고전부 시집을 받아내는 데 성공한다. 치탄다는 과거 시집을 통해서 삼촌의 미스터리를 풀 수 있을 것이라고 자신하지만, 삼촌이 학생이었을 때의 첫 번째 시집이 없다는 것을 알아내고 충격을 받는다. 타이틀카드: 小満 (소만) |                                                  |                                   |                   |                 |
| 4 | "영광스런 고전부의 과거" "栄光ある古典部の昔日"  | 카와나미 에이사쿠                 | 에가미 미유키     | 2012년 5월 13일 |
| 고전부는 치탄다의 삼촌의 수수께끼를 풀기 위해 치탄다의 집에서 만난다. 고전부 부원 4명 (오레키, 치탄다, 이바라, 사토시)는 각각 수집한 증거와 그에 따른 사건의 가설들을 발표한다. 오레키의 차례가 오자, 오레키는 화장실을 간다고 말하고 다른 부원들의 증거들을 종합해 새로운 가설을 낸다. 그는 당시 학교가 학교 축제 기간을 단축하려 하자 학생들이 집단 항의를 하게 되어 결국 기간 단축이 무산되었지만, 그 대가는 주동자였던 삼촌의 퇴학이었다고 설명한다. 수수께끼의 결론이 나면서 고전부 부원들은 귀가하지만, 치탄다는 본인이 왜 울었는지 아직도 이해하지 못하고 있었다. 타이틀카드: 芒種 (망종) |                                                  |                                   |                   |                 |
| 5 | "역사있는 고전부의 진실" "歴史ある古典部の真実"  | 미요시 이치로                     | 가토 쇼지         | 2012년 5월 20일 |
| 누나랑 전화를 한 오레키는 자기의 가설에 아직도 부족한 점이 있다는 것을 알아챈다. 그는 당시 고전부 회장이었던 학교 도서실 선생인 코리미야 요코를 찾아간다. 그녀는 치탄다의 삼촌이 강제로 주동자 역할을 해야 됐으며 이에 따라 그는 본인의 의사 없이 퇴학당했다고 말하였다. 치탄다의 삼촌이 마지막으로 요청한 것은 고전부 시집의 이름을 《빙과》로 짓는 것이었다고 하였다. 오레키는 이것이 지루한 말장난이라고 설명하며, 《빙과》를 영어로 하면 "Ice Cream", 즉 "I scream": 자기 자신이 의사에 반하게 퇴학당했으니 미래의 고전부 부원들에게 강해지라는 뜻을 표현한 거였다고 말한다. 치탄다는 이 말을 듣고는 본인이 그날 삼촌한테 《빙과》의 뜻을 물어보았다는 것을 알아차리고 흐느낀다. 다음날, 고전부는 시집을 만들기 위한 준비를 시작한다. 타이틀카드: 夏至 (하지) |                                                  |                                   |                   |                 |
| 6 | "대죄를 범하다" "大罪を犯す"                     | 사카모토 카즈야                   | 니시오카 마이코   | 2012년 5월 27일 |
| 어느 날 오레키의 수업은 옆 반에 일어난 소동으로 잠깐 중단된다. 방과 후 그는 평소대로 고전 부실에서 시간을 보낸다. 하지만 이번에는 마야카가 사토시가 데이트를 빠진 것에 대해서 상당히 분노하고 있었다. 결국 고전부 부원 4명은 분노와 7대 죄악이 사회와 인간에 어떤 뜻을 의미하는지에 관한 철학적 토론을 하기 시작한다. 오레키는 옆반 소동에서 치탄다의 목소리를 들은 것을 기억하고 그 소동과 치탄다가 화를 낸 이유를 물어본다. 오레키는 나중에 소동이 일어난 이유가 선생님의 오해 때문이라는 것을 알아채지만, 오레키와 치탄다 둘은 아직도 왜 치탄다가 분개하였는지 이해를 하지 못한다. 타이틀카드: 小暑 (소서) |                                                  |                                   |                   |                 |
| 7 | "정체를 보다" "正体見たり"                       | 우츠미 히로코                     | 아시다 스기히코   | 2012년 6월 3일  |
| 고전부 부원 4명은 치탄다의 계획대로 온천으로 떠난다. 그들은 마야카의 친척이 운영하는 여관에 머물게 된다. 그들은 이바라의 사촌인 리에 (언니)와 카요의 인사를 받는다. 치탄다는 자기도 형제가 있었으면 좋겠다고 말한다. 오레키는 온천에서 목욕 도중 현기증이나 사토시의 부축을 받고 여관으로 돌아간다. 그다음, 오레키를 제외한 나머지의 고전부 부원들은 귀신 이야기를 하며 논다. 리에는 여관에서 나오는 귀신에 대해 말한다. 다음날 아침, 이바라와 치탄다는 귀신을 봤다고 말한다. 치탄다와 오레키는 조사를 하고 유카타를 걸어 놓은 게 귀신처럼 보였다는 것을 알아챈다. 온천에서 다시 목욕을 하고 돌아오는 길에 오레키는 치탄다한테 카요가 몰래 리에의 유카타를 입고 축제를 갔었고, 리에의 유타카가 비에 젖게 되자 가족에게 들키지 않기 위해 귀신이 있다는 방에 유카타를 몰래 말린 것이었다고 말한다. 에루는 리에가 동생을 위해 겨우 유카타 하나 못 빌려 준다고 생각하니 슬퍼하지만, 곧 리에가 다친 카요를 업어주는 것을 보고 곧 다시 기뻐한다. 타이틀카드: 立秋 (입추) |                                                  |                                   |                   |                 |
| 8 | "시사회에 가자!" "試写会に行こう!"               | 키타노하라 노리유키               | 니시오카 마이코   | 2012년 6월 10일 |
| 이번 화는 치탄다가 선배인 이리스랑 얘기하는 것으로 시작한다. 이 대화에서 고전부는 2-F반의 미스터리 영화 상영에 초대된다. 하지만 2-F반의 각본가가 갑자기 병이 들어 원작을 완료하지 못했기에 각본 내의 살인자를 알 수가 없게 되었고, 이에 이리스는 오레키에게 도움을 요청한다. 오레키는 탐정 일을 하는 것이 미덥지 않았지만 결국 2-F반의 아마추어 "탐정"들의 가설부터 먼저 듣고 추리를 하기로 한다. 타이틀카드: 処暑 (처서) |                                                  |                                   |                   |                 |
| 9 | "버려진 산촌 살인사건" "古丘廃村殺人事件"        | 야마다 나오코                     | 가토 쇼지         | 2012년 6월 17일 |
| 이리스의 반의 영화 제작진과 이야기를 나눈 다음, 제작진들은 자기가 맞다고 생각하는 영화 결말에 관한 가설을 오레키와 고전부 부원들에게 내놓는다. 각본가가 영화의 결말이 나오기 전에 병에 들었으므로 그들은 촬영을 지속할 수가 없게 되었다. 인터뷰를 원활하게 하기 위해 영화 제작에 참여했던 에바 쿠라코가 제작진을 한 명씩 부르기로 하였다. 짧은 자기소개 후 각각의 제작진은 증거와 결론을 내놓고, 오레키, 사토시, 이바라, 치탄다가 반박 혹은 찬성 의견을 낸다. 타이틀카드: 処暑 (처서) |                                                  |                                   |                   |                 |
| 10 | "만인의 사각" "万人の死角"                       | 사카모토 카즈야                   | 가토 쇼지         | 2012년 6월 24일 |
| 아마추어 탐정들의 가설들이 전부 기각되었다. 이에 이리스는 영화가 실패하지 않도록 오레키한테 직접 미스터리를 풀어 달라고 부탁한다. 결국 오레키는 쉬는 날에 학교를 가면서까지 추리를 하게 되고, (소품 담당을 제외한) 거의 모든 이가 납득이 가능한 결론을 낸다. 하지만 시사회 다음 이바라는 각본가가 직접 소품으로 요청하였던 밧줄의 역할이 설명되지 않았고 사용되지도 않았다고 오레키한테 의문을 제기한다. 타이틀카드: 処暑 (처서) |                                                  |                                   |                   |                 |
| 11 | "어리석은 자의 엔드 롤" "愚者のエンドロール"     | 쿠와나미 에이사쿠                 | 니시오카 마이코   | 2012년 7월 1일  |
| 사토시와 치탄다도 오레키의 결말이 각본가인 혼고의 결말이 아니라고 말한다. 결국 오레키는 처음 결말을 추리할 때 사용하였던 미완성 영화보다 더 넓은 시각으로 다시 추리를 한다. 결국 오레키는 자기가 이리스의 (더 좋은 영화 결말을 만들려던) 계략에 속아 넘어갔다는 사실을 알아차리고 분개한다. 마지막 장면에 오레키는 치탄다에게 사실 혼고가 원했던 것은 치탄다가 생각했던 것처럼 아무도 죽지 않는 이야기였다고 말하고, 치탄다도 이에 동의한다. 타이틀카드: 処暑 (처서) |                                                  |                                   |                   |                 |
| 12 | "한없이 쌓인 그것" "限りなく積まれた例のあれ"    | 오가와 타이치                     | 무라모토 카츠히코 | 2012년 7월 8일  |
| 학교 축제인 칸야제가 다가오면서 고전부 부원들은 들뜬 마음에 잠에 들지 못한다. 호타로는 아침에 누나에게 인사를 하고, 누나는 학교 축제에 역경을 겪는 게 고전부의 전통이라고 경고한다. 그리고 오레키가 떠나기 전에 고장 난 만년필을 오레키한테 준다. 고전부는 학교 축제 개회식 전에 갑작스러운 문제를 해결하기 위해 만난다. 알고 보니 이바라가 시집 30개 대신에 실수로 200개를 주문한 것이다. 결국 고전부는 학생회에 홍보가 잘되는 더 좋은 자리로 옮겨 달라고 요청하기로 하고, 고전부 이름으로 학교 축제의 대회들에 참석하여 선전하기로 한다. 타이틀카드: 秋分 (추분) |                                                  |                                   |                   |                 |
| 13 | "저녁에는 몸으로" "夕べには骸に"                 | 키타노하라 노리유키               | 에가미 미유키     | 2012년 7월 15일 |
| 칸야제 도중 사토시는 시집 《빙과》를 홍보하기 위해 퀴즈 대회에 참여한다. 사토시는 퀴즈 대회에서 최후의 4인에 들어가게 되고 바둑부 지인인 타니를 만나게 된다. 타니는 사토시한테 바둑알 몇 개가 도난당했다고 알린다. 그 와중, 학교의 다른 부들도 여러 가지 물품들이 도난당했다고 보고했으며, 사건 장소에 "쥬몬지"("十文字", 십 문자)로 알려진 범인의 노트가 남겨져 있다고 하였다. 타이틀카드: 秋分 (추분) |                                                  |                                   |                   |                 |
| 14 | "와일드 파이어" "ワイルド・ファイア"             | 야마다 나오코                     | 무라모토 카츠히코 | 2012년 7월 22일 |
| 사토시, 치탄다, 이바라는 고전부를 홍보하기 위해 축제의 다음 대회인 요리 대회에 참여하기로 한다. 하지만 이바라는 만화 연구부 홍보를 먼저 끝내야지만 대회에 참석할 수 있기 때문에 치탄다와 사토시만이 대회의 초반부를 처리해야 한다. 사토시는 어느 정도 준수한 요리를 보였고, 에루는 완벽에 가까운 요리를 보여줬으나 실수로 재료의 대부분을 소진해 버린다. 이바라가 도착했을 때 즈음에는 요리를 만들 재료가 부족하다는 것을 알아챈다. 다행히도 오레키가 시집을 팔면서 받은 밀가루 한 봉지를 전달하기 위해 사토시를 부른다. 대회의 규칙에서는 외부 재료를 허용하고 있었기 때문에 밀가루를 사용할 수 있었고, 이바라는 시간 안에 요리를 할 수 있었다. 하지만 이바라는 국자가 사라진 것을 알아챈다. 결국 요리부가 다른 국자를 조달하였다. 그때, 치탄다는 요리 장소에서 의문의 노트를 발견하고 "쥬몬지"한테 당했다는 것을 알아챈다. 타이틀카드: 秋分 (추분) |                                                  |                                   |                   |                 |
| 15 | "쥬몬지 사건" "十文字事件"                       | 우츠미 히로코                     | 가토 쇼지         | 2012년 7월 29일 |
| 고전부는 오레키의 추리 실력을 사용해 "쥬몬지"를 잡을 계획을 세운다. 만약 계획을 실행한다면 고전부는 더 많은 홍보 효과를 누릴 수 있게 된다. 오레키는 곧 피해를 입은 모든 부들이 오십음 순서대로 당했다는 것을 알아챈다. 그는 도난당한 물품들의 이름도 오십음 순서대로 도난당했다고 예상을 한다. 결국 오레키는 "十文字"를 이름처럼 "쥬몬지"로 읽지 말고 "쥬 모지", 즉 "십 문자"로 읽으라고 말한다. 즉, "十文字"는 열 문자를 뜻한다는 얘기다. 이 순서를 따르면 고전부가 가장 마지막 피해자가 될 것이라고 밝혀낸다. 타이틀카드: 秋分 (추분) |                                                  |                                   |                   |                 |
| 16 | "최후의 표적" "最後の標的"                       | 사카모토 카즈야                   | 니시오카 마이코   | 2012년 8월 5일  |
| 사람들이 서서히 도난 사건들이 오십음을 따른다는 것을 알아차리자 아마추어 탐정들은 이른 아침부터 "글로벌 연기부" (グローバルアクトクラブ)에 모이기 시작한다. 이미 이벤트가 마무리된 "퀴즈 연기부"가 당할 것이라고는 아무도 예상하지 않는다. 하지만, "쿠" (く)가 생략되었고 "케" (け)부터 시작하는 경음악부가 표적이 되었다. 오레키의 누나는 전에 한 약속을 지키기 위해 학교 축제를 방문하게 되고 이바라의 거울을 이바라가 찾고 있던 만화책인 "저녁에는 몸으로" 교환한다. 다들의 예상을 뒤엎고 오레키는 책에 흥미를 가지게 되고 다 읽을 때까지 책을 내려놓지 않았다. 책을 읽으면서 "쥬 모지" 사건의 힌트를 구할 수 있었지만 아직도 해결하지 못하고 있었다. 그는 사토시에게 도움을 청했지만 그럼에도 아직도 해결할 문제가 몇 가지 있었다. 그 와중에 치탄다는 학교 방송에서 5분 동안 고전부의 홍보 방송을 하게 된다. 타이틀카드: 秋分 (추분) |                                                  |                                   |                   |                 |
| 17 | "쿠드랴프카의 순번" "クドリャフカの順番"         | 이시다테 다이치                   | 가토 쇼지         | 2012년 8월 12일 |
| 치탄다는 교내 방송을 끝냈지만 교내 방송을 하는 일이 올바른 일인지 고민을 하고 있었다. 나중에 그녀는 이리스에게 이 사실을 말하는데 이리스는 치탄다에게 (이리스 자기 자신처럼) 다른 사람을 조종하는 게 치탄다에게 맞지 않았다고 말한다. 하지만 그녀의 라디오 방송의 결과로 "쥬 모지"의 마지막 공격을 막으려는 학생들로 인해 고전부실은 인산인해를 이루게 된다. 시집 《빙과》는 빠르게 완판되어 가고 있었다. 하지만 그들은 《빙과》의 원고지를 보호하는데 실패한다. 원고지가 불탄 가운데 《빙과》의 시집과 함께 "쥬 모지"에게서 온 노트가 발견된다. 이바라는 책상에 물이 있다는 점과 사토시의 행동이 이상하게 조용하고 짜증이 나있는 것을 보고 의심을 품는다. 결국 사건의 내막은 오레키가 단순 탐정이 아니었던 것으로 밝혀진다. 오레키는 "저녁에는 몸으로"를 읽은 다음 학생 회장과 부 학생 회장이 연루된 사건임을 알아냈던 것이다. 타이틀카드: 秋分 (추분) |                                                  |                                   |                   |                 |
| 18 | "봉우리들은 맑은가" "連峰は晴れているか"         | 키타노하라 노리유키               | 아시다 스기히코   | 2012년 8월 19일 |
| 오레키는 갑자기 어렸을 적에 번개를 3번 맞고 생존하였다 전해지는 선생님이 갑자기 헬리콥터에 관심을 가졌던 것을 이상하게 여긴다. 고전부 부원들은 오레키가 특정 사건에 관심이 생겼다는 것을 보고 당황하고 우려하게 된다. 치탄다는 오레키의 관심에 관심을 가지게 되고 오레키랑 같이 시립 도서관에 가서 추리를 하기 위해 따라가게 된다. 오레키의 누나가 산에 있는 날씨가 지상에서의 날씨랑 상당히 다르다고 말한 것을 기억한 오레키는 번개 이야기가 가능하지만 그럼에도 믿기 힘들다고 생각한다. 그는 신문 기사를 통해 선생님이 산을 자주 타고 조난된 등산객들에 관한 사건을 알아내게 된다. 그는 선생님이 구조가 완료되었는지 확인하기 위해 경찰 헬리콥터들을 지켜보고 있었다고 결론을 낸다. 오레키는 선생님의 심정을 이해하기 위해 추리를 하였다고 말한다. 치탄다는 오레키가 한 말을 듣고 놀라지만, 놀란 마음을 말에 실을 수 없었다. 수수께끼는 해결됐었고, 이에 치탄다는 귀가하였다. 오레키는 치탄다가 오레키를 위해 시간을 허비했으니 치탄다에게 빚을 졌다고 생각한다. 타이틀카드: 寒露 (한로) |                                                  |                                   |                   |                 |
| 19 | "짐작이 가는 자는" "心あたりのある者は"          | 오가와 다이치                     | 에가미 미유키     | 2012년 8월 26일 |
| 오레키는 치탄다한테 아무런 미스터리나 만들어 보라고 내기를 건다. 오레키는 이를 통해 가설은 아무렇게나 만들어질 수 있다는 걸 증명하고, 치탄다한테 자신의 추론에 의지할 수 없다고 전하고 싶었다. 얼마 후 교내 방송에서 근처 문방구에 간 학생들을 호출한다. 치탄다는 오레키한테 왜 문방구로 간 학생들을 교무실에 호출하는지 묻는다. 치탄다는 "내기"에 상당히 진지하게 임하고 있었고, 오레키의 추론을 지속적으로 지적하였기 때문에 오레키는 불편해 한다. 학교 게시판에 올려진 뉴스 기사를 기억한 오레키는 학생들이 불려간 이유는 문방구에서 발견된 위조된 10000엔 지폐의 근원지를 찾으려고 경찰이랑 협조하는 것이라고 설명하였다. 가설은 완벽해 보였고 치탄다는 몹시 흡족해 하였고 할말이 없게 되었다. 하지만, 오레키와 치탄다는 이미 본래 내기의 목적을 잊은지 오래된 후였다. 그 다음날 아침, 오레키는 신문에서 화폐 위조범들이 체포되었다는 것을 알아내고, 이로서 오레키의 가설의 정확도를 오히려 증명하게 되었다. 타이틀카드: 霜降 (상강) |                                                  |                                   |                   |                 |
| 20 | "새해 복 많이 받으세요" "あきましておめでとう"   | 오타 리카                         | 에가미 미유키     | 2012년 9월 2일  |
| 치탄다는 오레키에게 새해 전날 아레쿠스 신사에 같이 가자고 제안한다. 이바라와 사토시도 같이 올 것이고 치탄다 자기 자신은 기모노를 입고 올 것이라고 말한다. 그 둘이 도착한 뒤 분실물 보관실에서 일하던 이바라는 치탄다와 오레키한테 새해 운세를 준다. 이바라는 사토시가 드라마를 (이는 오레키가 그날 봤던 드라마이다) 보기 위해 집에 갔다고 말한다. 치탄다는 오레키랑 신사 창고에서 술지게미를 구하러 가지만, 실수로 둘은 다른 오두막 창고로 잘못 들어가고 안에 감금당한다. 치탄다는 아버지를 대표하고 있었기 때문에 신사 사람들이 자기를 알아보고 상황을 오해할 것이라고 우려하여 오레키에게 도움을 청하지 말아달라고 요청한다. 추위를 견디던 오레키는 치탄다의 손수건을 창고 밖으로 던져서 손수건이 이바라에게 전해지길 바라고 있었다. 이바라는 손수건을 알아보지만 곧 사토시가 돌아와 잊어버리게 된다. 사토시가 같은 드라마를 봤던 것을 기억한 오레키는 치탄다의 지갑을 밖으로 던진다. 이바라는 지갑을 알아보고 사토시한테 보여주는데, 사토시는 지갑에 끈이 묶여 있는 것을 알아챈다. 드라마에서 실에 묶인 것의 뜻은 "내용물이 감금되어 있다"라는 뜻이었다. 이를 본 사토시는 바로 오두막으로 달려가 그 둘을 구출한다. 타이틀카드: 冬至 (동지) |                                                  |                                   |                   |                 |
| 21 | "수제 초콜릿 사건" "手作りチョコレート事件"      | 우츠미 히로코                     | 니시오카 마이코   | 2012년 9월 9일  |
| 중학교 3학년 밸런타인데이에 사토시는 이바라가 만든 초콜릿에 노력이 충분히 안 들어갔다며 고백을 거절한다. 결국 올해의 밸런타인데이에는 성공하고 싶었던 이바라는 치탄다에게 더 나은 초콜릿을 만드는 것을 도와달라고 한다. 그 와중, 오레키와 사토시는 오락실에서 만난다. 오레키는 사토시가 전년에 비교하면 승부욕이 많이 떨어진 것을 알아채고 의문을 품는다. 이바라는 치탄다한테 초콜릿을 맡기고 부실을 떠난다. 하지만, 이바라가 떠나자 초콜릿이 사라졌다. 오레키는 누가 초콜릿을 훔쳤는지 추리하려 하지만, 이미 누가 했는지는 대강 알고 있는 상태였다. 이바라는 초콜릿이 사라졌다는 것을 보고 실망한 채 집에 돌아가고, 치탄다는 이바라를 따라간다. 오레키는 사토시에게 왜 초콜릿을 숨겼는지 물어본다. 사토시는 사실 이바라랑 같이 있고 싶음에도, 이미 모든 것에 대한 집착을 포기하기로 한 그가 이바라한테 집착하고 싶지 않아서라고 설명한다. 이바라는 나중에 치탄다에게 사토시가 고백에 대답하기 두려워서 초콜릿을 숨긴 사실을 이미 알고 있었다고 말한다. 그날 밤, 치탄다는 오레키의 도움에 감사를 표했고, 사토시는 이바라에게 고백할 게 있다고 전화를 건다. 타이틀카드: 立春 (입춘) |                                                  |                                   |                   |                 |
| 22 | "먼길로 가는 히나인형" "遠まわりする雛"          | 타케모토 야스히로 이시다테 다이치 | 가토 쇼지         | 2012년 9월 16일 |
| 치탄다는 오레키에게 올해의 히나마쓰리 축제에서 우산 잡이가 되어 달라고 부탁한다. 그는 작은 다리를 건너려는 와중에 공사가 진행되고 있음을 봤지만, 건설 직원들은 오레키가 지나가는 것을 허용해준다. 오레키가 다리에 건설 작업이 진행 중이라는 것을 말하자 축제 관리자들은 탄식을 한다. 행사에서 다리를 건너야 했기 때문이다. 갈색 머리를 가진 한 청년이 그다음에 있는 다리를 건너자고 제안하고 행사가 시작된다. 밖에는 이리스와 치탄다가 같이 서 있었다. 오레키는 치탄다의 화장과 옷차림을 보고 당황을 하고, 행사 내내 그녀의 얼굴을 다시 보고 싶다는 생각 때문에 괴로워한다. 결국에는 날이 지날 갈 때 즈음, 치탄다는 오레키한테 누가 다리의 공사를 허용했는지에 대해 궁금해한다. 둘 다 갈색 머리의 청년이 범인이었다고 생각한다. 치탄다는 그 남자가 사진 찍기에 관심을 가지고 있었다는 것을 기억하고 새로운 앵글에서 사진을 담고 싶었을 것이라고 말한다. 치탄다와 오레키가 같이 집에 걸아가면서 치탄다는 농작물을 더 잘 키우기 위해 과학을 공부하겠다고 말하였다. 치탄다는 이 마을에 별 희망을 가지고 있지는 않다고 말하지만, 어찌 됐든 마을에 남고 싶다고 말하였고 그 사실을 오레키한테 알려주고 싶었다고 말한다. 오레키는 그녀의 꿈을 이루게 도와줄 것이라고 말하려는 찰나 날씨가 춥다고 대화를 돌린다. 치탄다는 들뜬 마음으로 봄이 왔다고 말하고, 그 순간 벚꽃 나무 사이에 바람이 불기 시작한다. 타이틀카드: 春分 (춘분) |                                                  |                                   |                   |                 |

### 오리지널 비디오 애니메이션
| 번호 | 제목                                 | 감독      | 작가              | 본 방송 날짜   |
| --- | ------------------------------------ | --------- | ----------------- | -------------- |
| 11.5 (OVA) | "모츠 베키 모노 와" "持つべきものは" | 오타 리카 | 타케모토 야스히로 | 2012년 7월 8일 |
| "화창한" 여름 아침에 호타로는 일어나서 하루를 시작하기 위해 아래층으로 내려간다. 호타로는 샤워 소리를 듣고 누나가 사용하고 있다는 것을 알아채고 누나가 드디어 여행에서 돌아왔다는 것을 확인한다. 결국 할 일 없이 노는 호타로를 본 누나는 자기가 다니는 대학의 수영장 구조요원으로 일해달라고 부탁한다. 한가한 작업일것이라는 얘기를 듣고서야 오레키는 반강제로 그 부탁을 들어주기로 한다. 타이틀카드: 白露 (백로) |                                      |           |                   |                |

## 드라마 CD
《빙과》의 드라마 CD는 반다이 남코 아츠가 발매하였다. 첫 번째 CD는 2012년 8월 22일에 발매되었으며, 두 번째 CD는 2012년 10월 10일 발매되었다.

### CD 1
| 화 | 제목                                                                                                |
| -- | --------------------------------------------------------------------------------------------------- |
| 1  | "중2병스러운 4대 명문가" "中二病的四名家"                                                           |
| 2  | "이리스 선배, 할 말이 있습니다:1" "入須先輩、お話があります:1"                                      |
| 3  | "만약 호타로와 사토시가 편의점 점원이었다면 (전반)" "もし奉太郎と里志がコンビニ店員だったら (前半)" |
| 4  | "이리스 선배, 할 말이 있습니다:2" "入須先輩、お話があります:2"                                      |
| 5  | "세계 빙과 극장 신데렐라" "世界氷菓劇場 シンデレラ"                                                 |
| 6  | "이리스 선배, 할 말이 있습니다:3" "入須先輩、お話があります:3"                                      |
| 7  | "누나가 보낸 편지" "姉貴からの手紙"                                                                 |

### CD 2
| 화 | 제목                                                                                                |
| -- | --------------------------------------------------------------------------------------------------- |
| 1  | "안죠의 엄청난 원작" "安城さんのものすごい原作"                                                     |
| 2  | "만약 호타로와 사토시가 편의점 점원이었다면 (후반)" "もし奉太郎と里志がコンビニ店員だったら (後半)" |
| 3  | "만화부의 완고한 자" "漫研の頑固者"                                                                 |
| 4  | "빙과 퀘스트 그리고 고전부에..." "氷菓クエストそして古典部へ..."                                    |
| 5  | "『코』로 시작하는 것을 준비하라" "『コ』のつくものを用意しろ"                                      |
| 6  | "피로회" "お披露目会"                                                                               |

## 가정용 비디오 발매

### 일본어판
| Vol.    | Vol.        | 화               | 발매일          | 각주   |
| ------- | ----------- | ---------------- | --------------- | ------ |
|         | 1           | 1–2              | 2012년 6월 29일 | [ 24 ] |
| 2       | 3-4         | 2012년 7월 27일  | [ 25 ]          |        |
| 3       | 5-6         | 2012년 8월 31일  | [ 26 ]          |        |
| 4       | 7-8         | 2012년 9월 28일  | [ 27 ]          |        |
| 5       | 9-10        | 2012년 10월 26일 | [ 28 ]          |        |
| 6       | 11-12       | 2012년 11월 30일 | [ 29 ]          |        |
| 7       | 13-14       | 2012년 12월 28일 | [ 30 ]          |        |
| 8       | 15-16       | 2013년 1월 25일  | [ 31 ]          |        |
| 9       | 17-18       | 2013년 2월 22일  | [ 32 ]          |        |
| 10      | 19-20       | 2013년 3월 29일  | [ 33 ]          |        |
| 11      | 21-22       | 2013년 4월 26일  | [ 34 ]          |        |
| BD 박스 | 1-22 (+OVA) | 2015년 2월 27일  | [ 35 ]          |        |

### 영어판
| Vol. | Vol.  | 화              | 발매일         | 각주   |
| ---- | ----- | --------------- | -------------- | ------ |
|      | 1     | 1-11 (+OVA)     | 2017년 7월 4일 | [ 36 ] |
| 2    | 12-22 | 2017년 9월 26일 | [ 37 ]         |        |

| Vol. | Vol.  | 화              | 발매일          | 각주   |
| ---- | ----- | --------------- | --------------- | ------ |
|      | 1     | 1-11 (+OVA)     | 2017년 12월 4일 | [ 38 ] |
| 2    | 12-22 | 2018년 6월 25일 | [ 39 ] [ 40 ]   |        |

| Vol. | Vol.   | 화          | 발매일           | 각주          |
| ---- | ------ | ----------- | ---------------- | ------------- |
|      | 완전판 | 1-22 (+OVA) | 2021년 11월 22일 | [ 15 ] [ 41 ] |

### 한국어판 (우리말 녹음)
| Vol.          | Vol.  | 화              | 발매일          | 각주   |
| ------------- | ----- | --------------- | --------------- | ------ |
|               | 1     | 1-6             | 2018년 7월 10일 | [ 42 ] |
| 2             | 7-12  | 2018년 7월 31일 | [ 43 ]          |        |
| 3             | 13-18 | 2018년 8월 31일 | [ 44 ]          |        |
| 4             | 19-22 | 2018년 8월 31일 | [ 45 ]          |        |
| 1-4 전권      | 1-22  | 2018년 7월 10일 | [ 46 ]          |        |
| 2nd 에디션    | 1-22  | 2019년 11월 5일 | [ 47 ] [ 48 ]   |        |
| 파이널 에디션 | 1-22  | 2021년 3월 31일 | [ 49 ]          |        |

## 같이 보기
- 빙과 (애니메이션)
- 고전부 시리즈의 등장인물 목록
- 고전부 시리즈
- 빙과 (소설)
- 바보의 엔드 크레디트
- 쿠드랴프카의 차례
- 멀리 돌아가는 히나